# Erwachsenen- und Jugendbildungszentrum Marijampolė
Das Erwachsenen- und Jugendbildungszentrum Marijampolė (lit. Marijampolės suaugusiųjų ir jaunimo mokymo centras) war eine staatliche allgemeinbildende Schule und später ein Gymnasium in der litauischen Stadt Marijampolė, an dem Erwachsenenbildung angeboten wurde. Am Gymnasium gab es die Abteilung der Justizvollzugsanstalt Marijampolė (Pataisos namų skyrius). Hier lernten die Inhaftierten und Verurteilten. Das Bildungszentrum entstand nach der Fusion einer Jugendschule und einer Sekundarschule für Erwachsene.

## Geschichte
1920 wurden abendliche allgemeinbildende Kurse für arbeitende Jugendliche am Realgymnasium Marijampolė organisiert. 1945, als die Litauische Sozialistische Sowjetrepublik zur Sowjetunion gehörte, wurde das Erwachsenengymnasium eröffnet. Später wurde es in die Arbeiterjugend-Sekundarschule umgewandelt. Hier lernten die Menschen, die während des Zweiten Weltkrieges oder in schwierigen Nachkriegsjahren ihre Ausbildung abbrechen mussten. So entstand die  Erwachsenensekundarschule Marijampolė (Marijampolės Suaugusiųjų vidurinė mokykla) in Sowjetlitauen. 1991 wurde die Beratungsstelle der Justizvollzugsanstalt Marijampolė angeschlossen.
Ab 1993 gab es das Erwachsenenbildungszentrum Marijampolė (Marijampolės suaugusiųjų mokymo centras) auf der Grundlage der sowjetlitauischen Sekundarschule für Erwachsene. Hier fanden formelle und informelle Bildung und Berufsausbildung statt. Am 2. Juli 1995 wurde das Zentrum im nationalen Register der juristischen Personen eingetragen. 2006 zog das Zentrum von der Kaunas-Str. 113 in die Parko-Str. 9. Hier gab es neue geräumige und modernisierte Klassenzimmer und eine renovierte Bibliothek.  Am 1. September 2013  wurde ein Schulmuseum eingerichtet.
In der Stadt gab es von 1995 bis September 2020 auch die Jugendschule Marijampolė (Marijampolės jaunimo mokykla). Im April 2018 wurden hier 31 Mitarbeiter beschäftigt. Aus dem Erwachsenenbildungszentrum Marijampolė und der Jugendschule wurde  das Erwachsenen- und Jugendbildungszentrum Marijampolė am 1. September 2020 errichtet. Im September 2021 wurden 50 Mitarbeiter beschäftigt.
Mit dem Beschluss von 28. März  2022 des Gemeinderats von Marijampolė wurde das Zentrum  geschlossen. Am 23. September 2022 wurde das Bildungszentrum vom Register ausgetragen. Seit September 2022 lernen 350 Sträflinge der Justizvollzugsanstalt an allgemeinbildenden oder berufsbildenden Schulen der Stadt Marijampolė.